# Fiat M14/41
El Fiat M14/41 fue un tanque italiano con una tripulación de 4 hombres que sirvió con el Ejército italiano a partir de 1941. Según el sistema italiano de designaciones de la época era un tanque medio, a pesar de que el M14/41 tenía un peso más cercano al de los tanques ligeros de otros países. La denominación oficial italiana era Carro Armato M 14/41. En ella figuran el tipo de vehículo ("Carro Armato", tanque), su categoría ("M" de medio), su peso en toneladas (14) y el año en el cual entró en servicio. 

## Desarrollo
El M14/41 era una versión ligeramente mejorada del anterior Fiat M13/40 con un motor diésel Spa de 145 cv equipado con filtros de aire especiales para el desierto como equipamiento estándar, mejoró el rendimiento y la fiabilidad del tanque. Fue producido en cantidades limitadas debido a que era considerado obsoleto al momento de su introducción. El M14/41 tiene el mismo chasis que el M13/40, pero con una carrocería rediseñada y mejor blindaje. El M14/41 fue fabricado en 1941 y 1942. Se produjeron entre 800 y 1.100 (dependiendo de las fuentes) unidades para cuando se canceló su producción. 

## Historial de combate

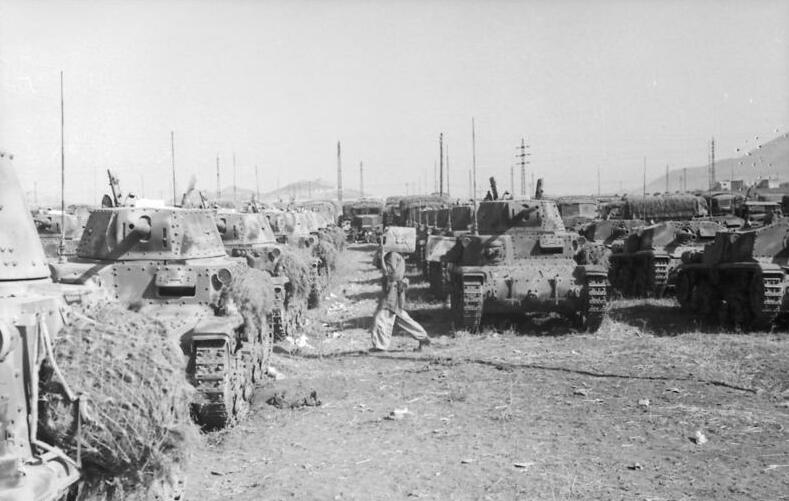
Tanques italianos M14/41 en un depósito, septiembre de 1943.

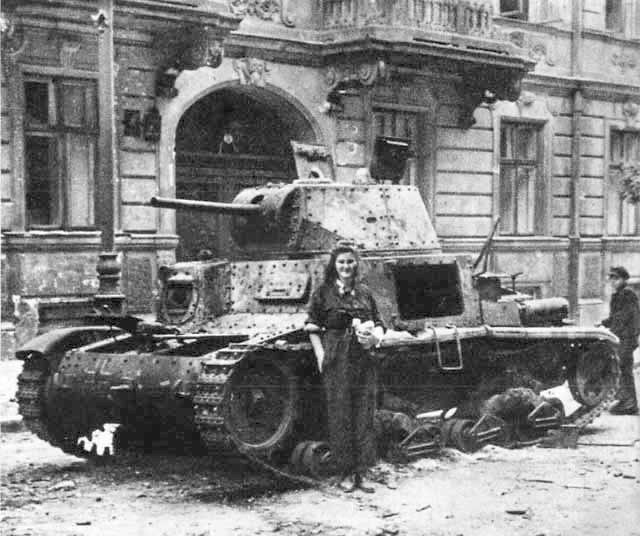
Un Fiat M14/41 empleado por los alemanes durante el Alzamiento de Varsovia y destruido, 1944.

El tanque fue empleado por primera vez durante la Campaña Nor-Africana, en la cual sus desventajas se evidenciaron con rapidez. El tanque era poco fiable, estrecho y se incendiaba con facilidad al ser impactado por artillería antitanque. Tras la retirada de las tropas italianas del norte de África, el M14/41 era rara vez enfrentado, aunque varios tanques capturados fueron empleados por las tropas británicas y australianas para suplir la grave escasez de tanques aliados en 1941. Estos tanques no tuvieron un servicio muy largo en manos de los Aliados.

## Variantes

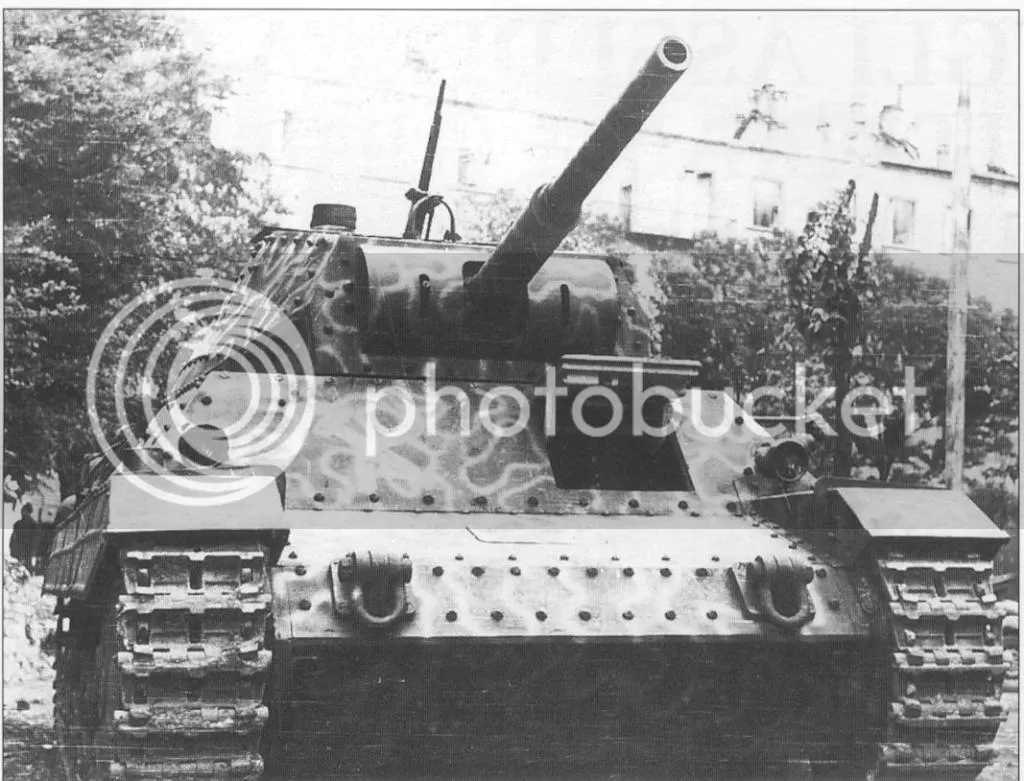
El P40

El chasis del M14/41 sirvió para crear el exitoso cazacarros pesado Semovente 90/53.
Sucesivamente sirvió de modelo para el P40 (el mayor tanque italiano desarrollado durante la Segunda Guerra Mundial).